# Seznam medailistů na mistrovství světa – oštěp
Hod oštěpem patří do programu mistrovství světa od prvního ročníku v roce 1983. 

## Rekordmani mistrovství světa v atletice

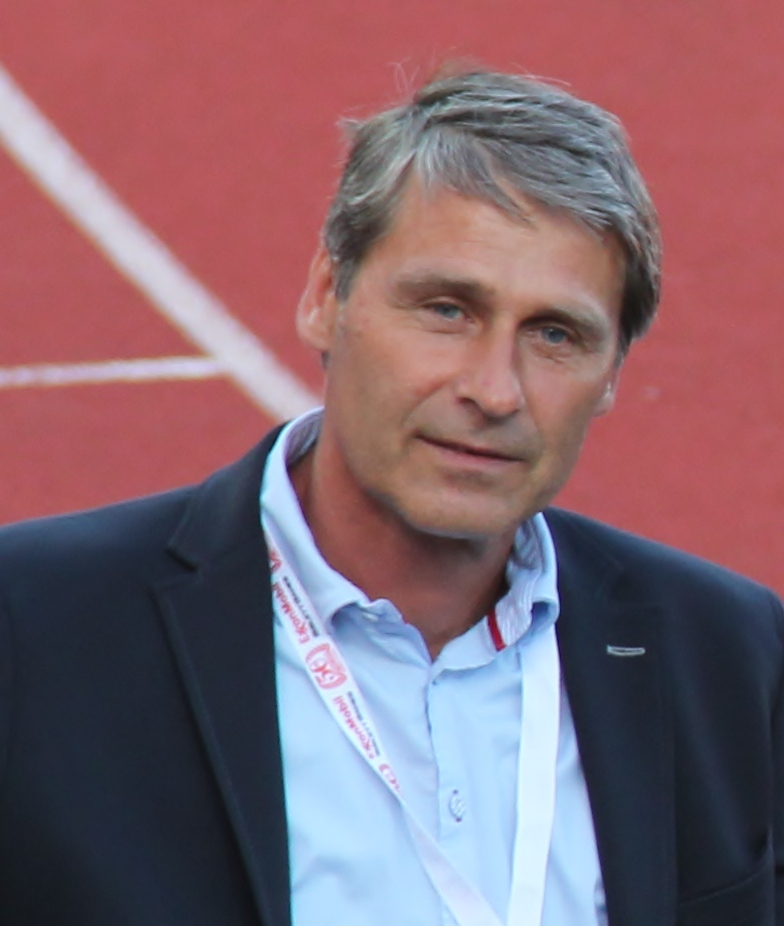
Muži -  Jan Železný
Ženy -  Osleidys Menéndezová

### Muži
| Rok     | Místo     | Zlato               | Výkon vítěze | Stříbro                | Bronz                  |
| ------- | --------- | ------------------- | ------------ | ---------------------- | ---------------------- |
| MS 1983 | Helsinky  | Detlef Michel       | 89,48        | Tom Petranoff          | Dajnis Kula            |
| MS 1987 | Řím       | Seppo Räty          | 83,54        | Viktor Jevsjukov       | Jan Železný            |
| MS 1991 | Tokio     | Kimmo Kinnunen      | 90,82        | Seppo Räty             | Vladimir Sassimovič    |
| MS 1993 | Stuttgart | Jan Železný         | 85,98        | Kimmo Kinnunen         | Mick Hill              |
| MS 1995 | Göteborg  | Jan Železný         | 89,58        | Steve Backley          | Boris Henry            |
| MS 1997 | Athény    | Marius Corbett      | 88,40        | Steve Backley          | Konstadinos Gatsioudis |
| MS 1999 | Sevilla   | Aki Parviainen      | 89,52        | Konstadinos Gatsioudis | Jan Železný            |
| MS 2001 | Edmonton  | Jan Železný         | 92,80 – RMS  | Aki Parviainen         | Konstadinos Gatsioudis |
| MS 2003 | Paříž     | Sergej Makarov      | 85,44        | Andrus Värnik          | Boris Henry            |
| MS 2005 | Helsinky  | Andrus Värnik       | 87,17        | Andreas Thorkildsen    | Sergej Makarov         |
| MS 2007 | Ósaka     | Tero Pitkämäki      | 90,33        | Andreas Thorkildsen    | Breaux Greer           |
| MS 2009 | Berlín    | Andreas Thorkildsen | 89,59        | Guillermo Martínez     | Yukifumi Murakami      |
| MS 2011 | Tegu      | Matthias de Zordo   | 86,27        | Andreas Thorkildsen    | Guillermo Martínez     |
| MS 2013 | Moskva    | Vítězslav Veselý    | 87,17        | Tero Pitkämäki         | Dmitrij Tarabin        |
| MS 2015 | Peking    | Julius Yego         | 92,72        | Ihab Abdelrahman       | Tero Pitkämäki         |
| MS 2017 | Londýn    | Johannes Vetter     | 89,89        | Jakub Vadlejch         | Petr Frydrych          |
| MS 2019 | Dauhá     | Anderson Peters     | 86,89        | Magnus Kirt            | Johannes Vetter        |
| MS 2022 | Eugene    | Anderson Peters     | 90,54        | Níradž Čopra           | Jakub Vadlejch         |
| MS 2023 | Budapešť  | Níradž Čopra        | 88,17        | Arshad Nadím           | Jakub Vadlejch         |

### Ženy
| Rok     | Místo     | Zlato                  | Výkon vítěze | Stříbro                   | Bronz                  |
| ------- | --------- | ---------------------- | ------------ | ------------------------- | ---------------------- |
| MS 1983 | Helsinky  | Tiina Lillaková        | 70,82        | Fatima Whitbreadová       | Anna Verouliová        |
| MS 1987 | Řím       | Fatima Whitbreadová    | 66,64        | Petra Felkeová            | Beate Petersová        |
| MS 1991 | Tokio     | Sü Te-mej              | 68,78        | Petra Felkeová            | Silke Renková          |
| MS 1993 | Stuttgart | Trine Hattestadová     | 69,18        | Karen Forkelová           | Natalja Šikolenková    |
| MS 1995 | Göteborg  | Natalja Šikolenková    | 67,56        | Felicia Tilea             | Mikaela Ingbergová     |
| MS 1997 | Athény    | Trine Hattestadová     | 68,78        | Joanna Stone              | Tanja Damaskeová       |
| MS 1999 | Sevilla   | Mirela Manjaniová      | 67,09        | Taťjana Šikolenková       | Trine Hattestadová     |
| MS 2001 | Edmonton  | Osleidys Menéndezová   | 69,53        | Mirela Manjaniová         | Sonia Bissetová        |
| MS 2003 | Paříž     | Mirela Manjaniová      | 66,52        | Taťjana Šikolenková       | Steffi Neriusová       |
| MS 2005 | Helsinky  | Osleidys Menéndezová   | 71,70 – RMS  | Christina Obergföllová    | Steffi Neriusová       |
| MS 2007 | Ósaka     | Barbora Špotáková      | 67,07        | Christina Obergföllová    | Steffi Neriusová       |
| MS 2009 | Berlín    | Steffi Neriusová       | 67,30        | Barbora Špotáková         | Marija Abakumovová     |
| MS 2011 | Tegu      | Barbora Špotáková      | 71,58        | Sunette Viljoenová        | Christina Obergföllová |
| MS 2013 | Moskva    | Christina Obergföllová | 69,05        | Kimberley Mickleová       | Marija Abakumovová     |
| MS 2015 | Peking    | Katharina Molitorová   | 67,69        | Lü Chuej-chuej            | Sunette Viljoenová     |
| MS 2017 | Londýn    | Barbora Špotáková      | 66,76        | Li Ling-wej               | Lü Chuej-chuej         |
| MS 2019 | Dauhá     | Kelsey-Lee Barberová   | 66,56        | Liu Shiying               | Lü Chuej-chuej         |
| MS 2022 | Eugene    | Kelsey-Lee Barberová   | 66,91        | Kara Wingerová            | Haruka Kitagučiová     |
| MS 2023 | Budapešť  | Haruka Kitagučiová     | 66,73        | Flor Denis Ruiz Hurtadová | Mackenzie Littleová    |